# Chorów (obwód wołyński)
Chorów (ukr.  Хорів, Choriw) – wieś na Ukrainie, w obwodzie wołyńskim, w rejonie włodzimierskim. W 2001 roku liczyła 352 mieszkańców.
Wieś została założona w 1545 roku. W II Rzeczypospolitej miejscowość była siedzibą gminy wiejskiej Chorów w powiecie horochowskim województwa wołyńskiego.
Do 2020 w rejonie łokackim. 